# L'Amie de madame Maigret
L'Amie de madame Maigret est un roman policier de Georges Simenon publié en 1950 par les éditions Presses de la Cité. Il fait partie de la série des Maigret.
L'écriture de ce roman s'est déroulée entre les 13 et 22 décembre 1949 à Carmel-by-the-Sea (California), soit à quelque 8 900 km de Paris où se déroule l'action.
Le roman se déroule à Paris (principalement square d'Anvers, rue de Turenne, rue Lepic, avenue des Champs-Élysées, boulevard Pasteur), à Concarneau et à Lagny. L'enquête se déroule du 12 au 18 mars 1949.
Le 12 mars, Mme Maigret se rend chez son dentiste du square d'Anvers ; en attendant l'heure de son rendez-vous, elle retrouve, sur un banc du square, une jeune femme et un enfant de deux ans qu'elle a l'habitude de rencontrer lorsqu'elle vient au même endroit. Or, ce jour-là, la jeune femme lui confie l'enfant « une minute » ; elle revient deux heures plus tard en taxi et emmène l'enfant sans autre explication. Mme Maigret raconte l'histoire à son mari, qui a sur les bras une autre affaire: on a retrouvé dans le calorifère d'un relieur de la rue de Turenne deux dents humaines.

## Résumé
Le 21 février, à la suite d'un billet anonyme, la police perquisitionne au domicile de Steuvels, rue de Turenne. Le soir même, Maigret arrête Steuvels : on a en effet trouvé deux dents humaines dans le calorifère du relieur. Celui-ci nie tout crime, malgré certains faits accablants : disparition d'une mystérieuse valise, vêtements tachés de sang. La presse s'empare de l'affaire grâce à laquelle le jeune avocat arriviste Liotard soigne sa publicité. Mais l'enquête piétine. Le 12 mars, Mme Maigret se rend chez son dentiste du square d'Anvers ; en attendant l'heure de son rendez-vous, elle retrouve, sur un banc du square, une jeune femme et un enfant de deux ans qu'elle a l'habitude de rencontrer lorsqu'elle vient au même endroit. 
Or, ce jour-là, la jeune femme lui confie l'enfant « une minute » ; elle revient deux heures plus tard en taxi et emmène l'enfant sans autre explication. Cet événement serait-il lié à l'affaire Steuvels ? Maigret ne va pas tarder à s'en rendre compte. La jeune femme est en effet Gloria Lotti, camériste de la comtesse Panetti, riche veuve italienne récemment disparue de l'hôtel Claridge. Maigret apprend que Gloria vit avec un certain Levine, aventurier qui a tué la comtesse dans l'espoir de lui voler ses bijoux. Ont participé au meurtre Krynker, gendre de la comtesse, et Moss, alias Peeters, en réalité frère de Steuvels qui profitait parfois des talents du relieur pour lui faire falsifier des passeports... 
La nuit du meurtre de la comtesse, les trois hommes se sont retrouvés chez Steuvels sous le prétexte d'un passeport à fournir à Krynker, en fait pour tuer ce dernier, trop émotif aux yeux de Levine. C'est donc le cadavre de Krynker qui a été réduit en cendres dans le calorifère de Steuvels, en l'absence de la femme de ce dernier, éloignée par la bande de Levine grâce à un télégramme l'appelant dans sa famille à Concarneau. 
La responsabilité de Steuvels est donc réduite. Quant aux membres de la bande, ils seront retrouvés plus tard, vivants ou morts.

## Aspects particuliers du roman
L’action est menée dans deux directions qui finissent par se rejoindre : l’affaire Steuvels et l’aventure de Mme Maigret. Cette aventure conditionne le développement de l’intrigue, ce qui entraîne de nombreux retours en arrière, puisque l’aventure de Mme Maigret est postérieure de dix-neuf jours à l’arrestation du relieur. L’épouse du commissaire joue un rôle dans l’enquête qu’elle mène partiellement.

## Personnages
- Frans Steuvels, Belge (Flamand) installé en France depuis 25 ans, relieur, marié, pas d’enfants, 45 ans.
- Mme Maigret
- Fernande, épouse de Steuvels, 36 ans
- Alfred Moss, alias Peeters, frère de Steuvels, escroc, ancien acrobate de cirque, 40 ans
- Philippe Liotard, avocat de Steuvels, 30 ans
- Gloria Lotti, « l’amie de Mme Maigret », femme de chambre de la comtesse Panetti et maîtresse d'un escroc
- Les inspecteurs, collaborateurs de Maigret, en particulier le jeune Lapointe qui débute dans le métier.

## Adaptations

### À la radio
- 1950 : L'Amie de Mme Maigret, adaptation radiophonique par Serge Douay dans On dîne sur Radiodiffusion française, 8 avril au 10 juin, prod. P. Guitton et P. Havet

### À la télévision
- 1962 : The White Hat, téléfilm anglais de Gerard Glaister, avec Rupert Davies (Commissaire Maigret)
- 1965 : De vriendin van mevrouw Maigret, téléfilm néerlandais avec Kees Brusse
- 1977 : L'Amie de Madame Maigret, téléfilm français de Marcel Cravenne, avec Jean Richard (Commissaire Maigret), Annick Tanguy (Mme Maigret).

## Éditions
- 1950 : Georges Simenon, L'Amie de Madame Maigret, Presses de la Cité, Paris, 224 p.
- 1974 : Georges Simenon, L'Amie de Mme Maigret, Presses de la Cité, coll. « Presses Pocket » (no 1066), Paris, 187 p.
- 1978 : Georges Simenon, L'Amie de Mme Maigret, Presses de la Cité, coll. « Maigret » (no 8), Paris, 187 p.
- 1981 : Georges Simenon, L'Amie de Mme Maigret, Édito-service, Genève, diff. Guilde du disque, Évreux, coll. « Maigret », 165 p. ; rééd. 1984
- 1991 : Georges Simenon, L'Amie de Mme Maigret, Presses de la Cité, coll. « Presses Pocket » (no 3804), Paris, 186 p.,  (ISBN 2-266-04589-X)
- 1995 : Georges Simenon, L'Amie de Mme Maigret, Union générale d'édition poche, coll. « Maigret » (no 8), Paris, 190 p.  (ISBN 2-265-05445-3)
- 1999 : Georges Simenon, L'Amie de Mme Maigret, Librairie générale française, coll. « Le Livre de poche » (no 14225), Paris, 187 p.,  (ISBN 2-253-14225-5)
- 2002 : Tout Simenon, tome 4, Omnibus, 2002  (ISBN 978-2-258-06045-6)
- 2019 : Tout Maigret, tome 5, Omnibus,  2019  (ISBN 978-2-258-15046-1)

### Livre audio
- 2003 : Georges Simenon, L'Amie de Mme Maigret, livre audio, adapté par Patrick Liegibel, lu par Pierre Santini, Fanny Cottençon, Charlie Nelson et al., Gallimard et France Inter, distr. Sofédis, coll. « Écoutez lire », Paris, 3 CD,  (EAN 3260050671842) ; 2008,  (EAN 9782070785551)

## Source
- Maurice Piron, Michel Lemoine, L'Univers de Simenon, guide des romans et nouvelles (1931-1972) de Georges Simenon, Presses de la Cité, 1983, p. 320-321  (ISBN 978-2-258-01152-6)